# Christian Grindheim
Christian Grindheim (Haugesund, 17 luglio 1983) è un ex calciatore norvegese, di ruolo centrocampista.

## Carriera

### Club

#### Haugesund
Grindheim iniziò la carriera professionistica con la maglia dello Haugesund, squadra per cui debuttò nell'Eliteserien in data 22 ottobre 2000: sostituì infatti Asbjørn Helgeland nel successo per uno a zero sul Lillestrøm. La squadra non raggiunse però la salvezza nel campionato 2000.
Con la squadra in 1. divisjon, il suo spazio aumentò: il 16 settembre 2001 segnò anche il primo gol della sua carriera in campionato. Fu autore di una delle otto reti che lo Haugesund inflisse in trasferta al Byåsen.

#### Vålerenga
Il 28 dicembre 2004 si trasferì al Vålerenga. Il trasferimento del calciatore costò complessivamente circa 3.500.000 corone e lo Haugesund ottenne anche una percentuale dalla prossima cessione del calciatore. Debuttò ufficialmente con questa maglia il 10 aprile 2005, in un match di campionato: sostituì Ardian Gashi nel corso della sfida contro lo HamKam, persa per tre a uno. Realizzò la prima rete in campionato il 12 giugno 2005, nel pareggio per uno a uno contro il Lyn Oslo. Il 26 luglio dello stesso anno, debuttò nelle competizioni europee per club: giocò nel secondo turno preliminare della Champions League 2005-2006 vinto per uno a zero contro lo Haka: subentrò a Mbulelo Mabizela all'inizio del secondo tempo. Alla sua prima stagione al club, Grindheim contribuì al primo posto finale in classifica.
Il 30 agosto 2007 segnò il primo gol nella Coppa UEFA 2007-2008, nel sei a zero casalingo inflitto all'Ekranas.

#### Heerenveen
Il 7 gennaio 2008, Grindheim firmò un contratto con gli olandesi dello Heerenveen. Il norvegese firmò un contratto valido fino al 2012. Vestì per la prima volta la divisa della squadra il 16 febbraio, in un match valido per l'Eredivisie 2007-2008: fu titolare nel pareggio per due a due in casa dello Heracles.
Alla prima giornata del campionato seguente, datata 31 agosto 2008, trovò la prima rete per il nuovo club: contribuì con un gol al successo per tre a due in casa del Volendam. Il 17 maggio 2009 fu titolare nella finale dell'edizione stagionale della Coppa d'Olanda, giocata tra la sua squadra ed il Twente. Lo Heerenveen vinse il trofeo ai calci di rigore, dopo il pareggio per due a due nei tempi regolamentari. Grindheim fu però sostituito nel corso del secondo tempo da Bonaventure Kalou.
Il 2 aprile 2011 fu espulso per un brutto fallo su Leen van Steensel, nella partita tra Heerenveen ed Excelsior. Il centrocampista ricevette quattro giornate di squalifica per questo intervento.

#### Copenaghen e il ritorno al Vålerenga
Il 15 giugno fu ufficializzato il suo trasferimento, a titolo definitivo, al Copenaghen. Firmò un contratto dalla durata triennale. Esordì nella Superligaen il 17 luglio, nella vittoria per 2-0 sul SønderjyskE. L'8 febbraio 2013, passò in prestito al Vålerenga, fino al 30 giugno. Il 12 marzo, l'allenatore Kjetil Rekdal lo scelse come nuovo capitano. Terminato il prestito, fece ritorno al Copenaghen ma, come dichiarato da Rekdal, le parti rimasero in trattativa. Il 1º luglio, fu trovato un accordo e Grindheim firmò un contratto di tre anni e mezzo con il Vålerenga.
Il 19 novembre 2017 ha ufficializzato il proprio addio al Vålerenga, alla scadenza del contratto.

#### Nuovamente all'Haugesund
Il 7 dicembre 2017, l'Haugesund ha reso noto sul proprio sito internet d'aver ingaggiato Grindheim, che si è legato al club con un contratto biennale, al termine del quale sarebbe entrato nell'area tecnica della società.

### Nazionale
Grindheim giocò 15 partite per la Norvegia under 21, segnando una rete e diventandone anche capitano. Debuttò il 13 gennaio 2004, schierato titolare nella vittoria per cinque a zero sul Qatar under 21. Siglò l'unico gol l'8 ottobre dello stesso anno, contribuendo al successo degli scandinavi per due a zero sulla Scozia under 21.
Il 17 agosto 2005 esordì invece per la Nazionale maggiore: fu schierato titolare nella sconfitta per due a zero in amichevole contro la Svizzera e nel corso del match fu sostituito da Thorstein Helstad. Il 3 settembre, invece, giocò il primo incontro valido per le qualificazioni al campionato del mondo 2006: partì dal primo minuto nel successo per tre a due in casa della Slovenia. La selezione scandinava mancò però la qualificazione alla fase finale del torneo.
Per il primo gol, dovette attendere il 12 febbraio 2009: fu lui a siglare la rete decisiva nell'amichevole contro la Germania, nel successo per uno a zero della Norvegia. Morten Gamst Pedersen effettuò un cross rasoterra e Grindheim calciò il pallone in porta, superando René Adler.

## Statistiche

### Presenze e reti nei club
Statistiche aggiornate al 1º gennaio 2021.
| Stagione          | Club              | Campionato        | Campionato | Campionato | Coppe nazionali | Coppe nazionali | Coppe nazionali | Coppe continentali | Coppe continentali | Coppe continentali | Supercoppe | Supercoppe | Supercoppe | Totale | Totale |
| Stagione          | Club              | Comp              | Pres       | Reti       | Comp            | Pres            | Reti            | Comp               | Pres               | Reti               | Comp       | Pres       | Reti       | Pres   | Reti   |
| ----------------- | ----------------- | ----------------- | ---------- | ---------- | --------------- | --------------- | --------------- | ------------------ | ------------------ | ------------------ | ---------- | ---------- | ---------- | ------ | ------ |
| 2000              | Haugesund         | ES                | 1          | 0          | CN              | 0               | 0               | -                  | -                  | -                  | -          | -          | -          | 1      | 0      |
| 2001              | Haugesund         | 1D                | 12         | 1          | CN              | ?               | ?               | -                  | -                  | -                  | -          | -          | -          | 37     | 2      |
| 2002              | Haugesund         | 1D                | 28         | 5          | CN              | 1               | 0               | -                  | -                  | -                  | -          | -          | -          | 29     | 5      |
| 2003              | Haugesund         | 1D                | 29         | 7          | CN              | 5               | 2               | -                  | -                  | -                  | -          | -          | -          | 34     | 9      |
| 2004              | Haugesund         | 1D                | 28         | 9          | CN              | 1               | 1               | -                  | -                  | -                  | -          | -          | -          | 29     | 10     |
| 2005              | Vålerenga         | ES                | 24         | 2          | CN              | 5               | 1               | UCL+CU             | 4+0                | 0                  | -          | -          | -          | 33     | 3      |
| 2006              | Vålerenga         | ES                | 24         | 2          | CN              | 3               | 0               | UCL                | 2                  | 0                  | -          | -          | -          | 29     | 2      |
| 2007              | Vålerenga         | ES                | 22         | 3          | CN              | 3               | 1               | CU                 | 4                  | 2                  | -          | -          | -          | 29     | 6      |
| gen.-giu. 2008    | Heerenveen        | ED                | 9          | 0          | CO              | 4               | 0               | -                  | -                  | -                  | -          | -          | -          | 13     | 0      |
| 2008-2009         | Heerenveen        | ED                | 30         | 4          | CO              | 5               | 1               | CU                 | 6                  | 0                  | -          | -          | -          | 41     | 5      |
| 2009-2010         | Heerenveen        | ED                | 28         | 1          | CO              | 2               | 0               | UEL                | 7                  | 0                  | JCS        | 1          | 0          | 38     | 1      |
| 2010-2011         | Heerenveen        | ED                | 30         | 2          | CO              | 2               | 0               | -                  | -                  | -                  | -          | -          | -          | 32     | 2      |
| Totale Heerenveen | Totale Heerenveen | Totale Heerenveen | 87         | 7          |                 | 13              | 1               |                    | 13                 | 0                  |            | 1          | 0          | 114    | 8      |
| 2011-2012         | Copenaghen        | SL                | 30         | 0          | CD              | 5               | 0               | UCL+UEL            | 4+5                | 0                  | -          | -          | -          | 44     | 0      |
| 2012-feb. 2013    | Copenaghen        | SL                | 7          | 0          | CD              | 1               | 0               | UCL+UEL            | 1+2                | 0                  | -          | -          | -          | 11     | 0      |
| Totale Copenaghen | Totale Copenaghen | Totale Copenaghen | 37         | 0          |                 | 6               | 0               |                    | 12                 | 0                  |            | -          | -          | 55     | 0      |
| 2013              | Vålerenga         | ES                | 24         | 1          | CN              | 3               | 0               | -                  | -                  | -                  | -          | -          | -          | 27     | 1      |
| 2014              | Vålerenga         | ES                | 29         | 4          | CN              | 2               | 0               | -                  | -                  | -                  | -          | -          | -          | 31     | 4      |
| 2015              | Vålerenga         | ES                | 30         | 5          | CN              | 0               | 0               | -                  | -                  | -                  | -          | -          | -          | 30     | 5      |
| 2016              | Vålerenga         | ES                | 28         | 1          | CN              | 3               | 0               | -                  | -                  | -                  | -          | -          | -          | 31     | 1      |
| 2017              | Vålerenga         | ES                | 23         | 5          | CN              | 4               | 0               | -                  | -                  | -                  | -          | -          | -          | 27     | 5      |
| Totale Vålerenga  | Totale Vålerenga  | Totale Vålerenga  | 204        | 23         |                 | 23              | 2               |                    | 10                 | 2                  |            | 0          | 0          | 237    | 27     |
| 2018              | Haugesund         | ES                | 28         | 4          | CN              | 3               | 1               | -                  | -                  | -                  | -          | -          | -          | 31     | 5      |
| 2019              | Haugesund         | ES                | 28         | 3          | CN              | 4               | 0               | UEL                | 3                  | 1                  | -          | -          | -          | 35     | 4      |
| 2020              | Haugesund         | ES                | 25         | 0          | -               | -               | -               | -                  | -                  | -                  | -          | -          | -          | 25     | 0      |
| Totale Haugesund  | Totale Haugesund  | Totale Haugesund  | 177        | 23         |                 | ?               | ?               |                    | 3                  | 1                  |            | -          | -          | ?      | ?      |
| Totale            | Totale            | Totale            | 507        | 59         |                 | 49+             | 4+              |                    | 38                 | 3                  |            | 1          | 0          | 595+   | 66+    |

### Cronologia presenze e reti in nazionale
| Cronologia completa delle presenze e delle reti in nazionale ― Norvegia | Cronologia completa delle presenze e delle reti in nazionale ― Norvegia | Cronologia completa delle presenze e delle reti in nazionale ― Norvegia | Cronologia completa delle presenze e delle reti in nazionale ― Norvegia | Cronologia completa delle presenze e delle reti in nazionale ― Norvegia | Cronologia completa delle presenze e delle reti in nazionale ― Norvegia | Cronologia completa delle presenze e delle reti in nazionale ― Norvegia | Cronologia completa delle presenze e delle reti in nazionale ― Norvegia |
| Data                                                                    | Città                                                                   | In casa                                                                 | Risultato                                                               | Ospiti                                                                  | Competizione                                                            | Reti                                                                    | Note                                                                    |
| ----------------------------------------------------------------------- | ----------------------------------------------------------------------- | ----------------------------------------------------------------------- | ----------------------------------------------------------------------- | ----------------------------------------------------------------------- | ----------------------------------------------------------------------- | ----------------------------------------------------------------------- | ----------------------------------------------------------------------- |
| 17/08/2005                                                              | Oslo                                                                    | Norvegia                                                                | 0 – 2                                                                   | Svizzera                                                                | Amichevole                                                              | -                                                                       |                                                                         |
| 03/09/2005                                                              | Celje                                                                   | Slovenia                                                                | 2 – 3                                                                   | Norvegia                                                                | Qual. Mondiali 2006                                                     | -                                                                       |                                                                         |
| 07/09/2005                                                              | Oslo                                                                    | Norvegia                                                                | 1 – 2                                                                   | Scozia                                                                  | Qual. Mondiali 2006                                                     | -                                                                       |                                                                         |
| 08/10/2005                                                              | Oslo                                                                    | Norvegia                                                                | 1 – 0                                                                   | Moldavia                                                                | Qual. Mondiali 2006                                                     | -                                                                       |                                                                         |
| 12/10/2005                                                              | Minsk                                                                   | Bielorussia                                                             | 0 – 1                                                                   | Norvegia                                                                | Qual. Mondiali 2006                                                     | -                                                                       |                                                                         |
| 12/11/2005                                                              | Oslo                                                                    | Norvegia                                                                | 0 – 1                                                                   | Rep. Ceca                                                               | Qual. Mondiali 2006                                                     | -                                                                       |                                                                         |
| 24/05/2006                                                              | Oslo                                                                    | Norvegia                                                                | 2 – 2                                                                   | Paraguay                                                                | Amichevole                                                              | -                                                                       |                                                                         |
| 01/06/2006                                                              | Oslo                                                                    | Norvegia                                                                | 0 – 0                                                                   | Corea del Sud                                                           | Amichevole                                                              | -                                                                       |                                                                         |
| 16/08/2006                                                              | Oslo                                                                    | Norvegia                                                                | 1 – 1                                                                   | Brasile                                                                 | Amichevole                                                              | -                                                                       |                                                                         |
| 15/11/2006                                                              | Belgrado                                                                | Serbia                                                                  | 1 – 1                                                                   | Norvegia                                                                | Amichevole                                                              | -                                                                       |                                                                         |
| 07/02/2007                                                              | Fiume                                                                   | Croazia                                                                 | 2 – 1                                                                   | Norvegia                                                                | Amichevole                                                              | -                                                                       |                                                                         |
| 24/03/2007                                                              | Oslo                                                                    | Norvegia                                                                | 1 – 2                                                                   | Bosnia ed Erzegovina                                                    | Qual. Euro 2008                                                         | -                                                                       |                                                                         |
| 06/06/2007                                                              | Oslo                                                                    | Norvegia                                                                | 4 – 0                                                                   | Ungheria                                                                | Qual. Euro 2008                                                         | -                                                                       |                                                                         |
| 08/09/2007                                                              | Chișinău                                                                | Moldavia                                                                | 0 – 1                                                                   | Norvegia                                                                | Qual. Euro 2008                                                         | -                                                                       |                                                                         |
| 17/10/2007                                                              | Sarajevo                                                                | Bosnia ed Erzegovina                                                    | 0 – 2                                                                   | Norvegia                                                                | Qual. Euro 2008                                                         | -                                                                       |                                                                         |
| 06/02/2008                                                              | Wrexham                                                                 | Galles                                                                  | 3 – 0                                                                   | Norvegia                                                                | Amichevole                                                              | -                                                                       |                                                                         |
| 28/05/2008                                                              | Oslo                                                                    | Norvegia                                                                | 2 – 2                                                                   | Uruguay                                                                 | Amichevole                                                              | -                                                                       |                                                                         |
| 20/08/2008                                                              | Oslo                                                                    | Norvegia                                                                | 1 – 1                                                                   | Irlanda                                                                 | Amichevole                                                              | -                                                                       |                                                                         |
| 06/09/2008                                                              | Oslo                                                                    | Norvegia                                                                | 2 – 2                                                                   | Islanda                                                                 | Qual. Mondiali 2010                                                     | -                                                                       |                                                                         |
| 11/10/2008                                                              | Glasgow                                                                 | Scozia                                                                  | 0 – 0                                                                   | Norvegia                                                                | Qual. Mondiali 2010                                                     | -                                                                       |                                                                         |
| 15/10/2008                                                              | Oslo                                                                    | Norvegia                                                                | 0 – 1                                                                   | Paesi Bassi                                                             | Qual. Mondiali 2010                                                     | -                                                                       |                                                                         |
| 19/11/2008                                                              | Dnipropetrovs'k                                                         | Ucraina                                                                 | 1 – 0                                                                   | Norvegia                                                                | Amichevole                                                              | -                                                                       |                                                                         |
| 11/02/2009                                                              | Düsseldorf                                                              | Germania                                                                | 0 – 1                                                                   | Norvegia                                                                | Amichevole                                                              | 1                                                                       |                                                                         |
| 28/03/2009                                                              | Rustenburg                                                              | Sudafrica                                                               | 2 – 1                                                                   | Norvegia                                                                | Amichevole                                                              | -                                                                       |                                                                         |
| 01/04/2009                                                              | Oslo                                                                    | Norvegia                                                                | 3 – 2                                                                   | Finlandia                                                               | Amichevole                                                              | -                                                                       |                                                                         |
| 06/06/2009                                                              | Skopje                                                                  | Macedonia                                                               | 0 – 0                                                                   | Norvegia                                                                | Qual. Mondiali 2010                                                     | -                                                                       |                                                                         |
| 10/06/2009                                                              | Rotterdam                                                               | Paesi Bassi                                                             | 2 – 0                                                                   | Norvegia                                                                | Qual. Mondiali 2010                                                     | -                                                                       |                                                                         |
| 12/08/2009                                                              | Oslo                                                                    | Norvegia                                                                | 4 – 0                                                                   | Scozia                                                                  | Qual. Mondiali 2010                                                     | -                                                                       |                                                                         |
| 05/09/2009                                                              | Reykjavík                                                               | Islanda                                                                 | 1 – 1                                                                   | Norvegia                                                                | Qual. Mondiali 2010                                                     | -                                                                       |                                                                         |
| 09/09/2009                                                              | Oslo                                                                    | Norvegia                                                                | 2 – 1                                                                   | Macedonia                                                               | Qual. Mondiali 2010                                                     | -                                                                       |                                                                         |
| 10/10/2009                                                              | Oslo                                                                    | Norvegia                                                                | 1 – 0                                                                   | Sudafrica                                                               | Amichevole                                                              | -                                                                       |                                                                         |
| 03/03/2010                                                              | Žilina                                                                  | Slovacchia                                                              | 0 – 1                                                                   | Norvegia                                                                | Amichevole                                                              | -                                                                       |                                                                         |
| 29/05/2010                                                              | Oslo                                                                    | Norvegia                                                                | 2 – 1                                                                   | Montenegro                                                              | Amichevole                                                              | 1                                                                       |                                                                         |
| 02/06/2010                                                              | Oslo                                                                    | Norvegia                                                                | 0 – 1                                                                   | Ucraina                                                                 | Amichevole                                                              | -                                                                       |                                                                         |
| 11/08/2010                                                              | Oslo                                                                    | Norvegia                                                                | 2 – 1                                                                   | Francia                                                                 | Amichevole                                                              | -                                                                       |                                                                         |
| 03/09/2010                                                              | Reykjavík                                                               | Islanda                                                                 | 1 – 2                                                                   | Norvegia                                                                | Qual. Euro 2012                                                         | -                                                                       |                                                                         |
| 07/09/2010                                                              | Oslo                                                                    | Norvegia                                                                | 1 – 0                                                                   | Portogallo                                                              | Qual. Euro 2012                                                         | -                                                                       |                                                                         |
| 08/10/2010                                                              | Larnaca                                                                 | Cipro                                                                   | 1 – 2                                                                   | Norvegia                                                                | Qual. Euro 2012                                                         | -                                                                       |                                                                         |
| 12/10/2010                                                              | Zagabria                                                                | Croazia                                                                 | 2 – 1                                                                   | Norvegia                                                                | Amichevole                                                              | -                                                                       |                                                                         |
| 17/11/2010                                                              | Dublino                                                                 | Irlanda                                                                 | 1 – 2                                                                   | Norvegia                                                                | Amichevole                                                              | -                                                                       |                                                                         |
| 09/02/2011                                                              | Faro                                                                    | Polonia                                                                 | 1 – 0                                                                   | Norvegia                                                                | Amichevole                                                              | -                                                                       |                                                                         |
| 26/03/2011                                                              | Oslo                                                                    | Norvegia                                                                | 1 – 1                                                                   | Danimarca                                                               | Qual. Euro 2012                                                         | -                                                                       |                                                                         |
| 04/06/2011                                                              | Lisbona                                                                 | Portogallo                                                              | 1 – 0                                                                   | Norvegia                                                                | Qual. Euro 2012                                                         | -                                                                       |                                                                         |
| 10/08/2011                                                              | Oslo                                                                    | Norvegia                                                                | 3 – 0                                                                   | Rep. Ceca                                                               | Amichevole                                                              | -                                                                       |                                                                         |
| 02/09/2011                                                              | Oslo                                                                    | Norvegia                                                                | 1 – 0                                                                   | Islanda                                                                 | Qual. Euro 2012                                                         | -                                                                       |                                                                         |
| 06/09/2011                                                              | Copenaghen                                                              | Danimarca                                                               | 2 – 0                                                                   | Norvegia                                                                | Qual. Euro 2012                                                         | -                                                                       |                                                                         |
| 11/10/2011                                                              | Oslo                                                                    | Norvegia                                                                | 3 – 1                                                                   | Cipro                                                                   | Qual. Euro 2012                                                         | -                                                                       |                                                                         |
| 12/11/2011                                                              | Cardiff                                                                 | Galles                                                                  | 4 – 1                                                                   | Norvegia                                                                | Amichevole                                                              | -                                                                       |                                                                         |
| 29/02/2012                                                              | Belfast                                                                 | Irlanda del Nord                                                        | 0 – 3                                                                   | Norvegia                                                                | Amichevole                                                              | -                                                                       |                                                                         |
| 26/05/2012                                                              | Oslo                                                                    | Norvegia                                                                | 0 – 1                                                                   | Inghilterra                                                             | Amichevole                                                              | -                                                                       |                                                                         |
| 02/06/2012                                                              | Oslo                                                                    | Norvegia                                                                | 1 – 1                                                                   | Croazia                                                                 | Amichevole                                                              | -                                                                       |                                                                         |
| 15/08/2012                                                              | Oslo                                                                    | Norvegia                                                                | 2 – 3                                                                   | Grecia                                                                  | Amichevole                                                              | -                                                                       |                                                                         |
| 11/06/2013                                                              | Oslo                                                                    | Norvegia                                                                | 2 – 0                                                                   | Macedonia                                                               | Amichevole                                                              | -                                                                       |                                                                         |
| 27/08/2014                                                              | Stavanger                                                               | Norvegia                                                                | 0 – 0                                                                   | Emirati Arabi Uniti                                                     | Amichevole                                                              | -                                                                       |                                                                         |
| Totale                                                                  |                                                                         | Presenze                                                                | 54                                                                      |                                                                         | Reti                                                                    | 2                                                                       |                                                                         |

## Palmarès

### Giocatore

#### Club

##### Competizioni nazionali
- Campionato norvegese: 1

Vålerenga: 2005
- Coppa dei Paesi Bassi: 1

Heerenveen: 2008-2009
- Coppa di Danimarca: 1

Copenhagen: 2011-2012